# Filistide
Filistide (III secolo a.C.) è stata una regina siceliota di Siracusa in quanto moglie del Βασιλεύς τῆς Σικελίας (Re di Sicilia), Gerone II, nota soltanto per essere rappresentata in diverse monete, di ottima fattura, e per il fatto che il suo nome (indicato con il titolo di regina, sia nell'iscrizione che sulle monete) appare in un'iscrizione a caratteri cubitali sul grande teatro greco di Siracusa.
La circostanza che il suo nome è qui associato a quello di Nereide, moglie di Gelone e lo stile e la fattura delle monete, molto simili a quelle di Gerone II e di suo figlio, porta alla conclusione che sia stata scolpita durante il lungo regno di Gerone II e che probabilmente Filistide fosse la moglie dello stesso Gerone.